# Ford Del Rio
 (août 2021).
La Ford Del Rio est un break full-size six places qui a été produit par Ford aux États-Unis pour les années modèles 1957 et 1958. Le modèle a également été commercialisé sous le nom de Del Rio Ranch Wagon.

## Description
L'impulsion pour la création du Del Rio était le désir de Ford de rester sur le marché des breaks sport deux portes lancé par le Chevrolet Nomad et le Pontiac Safari et la décision de mettre fin à la tentative initiale de la société pour créer une familiale sport, le Parklane premium, qui n'a pas réussi à attirer les acheteurs en 1956, sa seule année de production. Des sièges électriques à quatre directions étaient disponibles.
Alors que le Nomad était le modèle le plus cher de Chevrolet, offrant un véhicule haut de gamme avec un style de carrosserie inspiré de concept car, le Del Rio était strictement basé sur un produit existant, le Ranch Wagon utilitaire deux portes, le break le moins cher de Ford, dans le cadre de la gamme Custom 300.
En commençant par la carrosserie de base, les acheteurs du Del Rio se sont vu proposer un schéma de peinture bicolore unique (en option), des brillants intérieurs et extérieurs de meilleure qualité (y compris des accents en aluminium anodisé or) et un revêtement en vinyle de qualité supérieure. Les acheteurs de Del Rio avaient également le choix entre le moteur six cylindres «Mileage Maker» Ford de 144 chevaux ou le V8 «Thunderbird» Y-Block avec 5,1 litres de cylindrée et 215 chevaux. Le Del Rio était équipé de freins à tambour avant de 11 pouces.
Comme tous les autres breaks Ford de cette époque, le Del Rio utilisait un hayon en deux parties - une caractéristique que les concessionnaires soulignaient comme un avantage par rapport à la porte arrière à pente raide et à la vitre auto-rétractable de GM, connues pour leurs fuites d'eau lors de fortes pluies.
Alors que Ford a vendu plus de Del Rio en 1957 (46 105) que Chevrolet n'a vendu de Nomad au cours de ses trois années de production, Ford a mis fin au programme Del Rio à la fin de l'année modèle 1958 après avoir vendu seulement 12 687 de ses "breaks sport".
Ford n'a pas entièrement abandonné le concept d'un break deux portes et a utilisé une version plus petite avec la toute nouvelle Ford Falcon en 1960, proposée en plusieurs carrosseries, y compris un break deux portes.